# Diptyque de la Trinité et de la Vierge l'Enfant devant la cheminée
La Trinité et Vierge à l'Enfant devant la cheminée sont deux panneaux d'un diptyque réalisé par le peintre primitif flamand Robert Campin (ou Maître de Flémalle) dans les années 1430. Conservés au Musée de l'Ermitage de Saint-Pétersbourg, leurs petites dimensions (34,3 × 24,5 cm chacun) indiquent qu'il s'agissait d'une œuvre destinée à la dévotion privée.

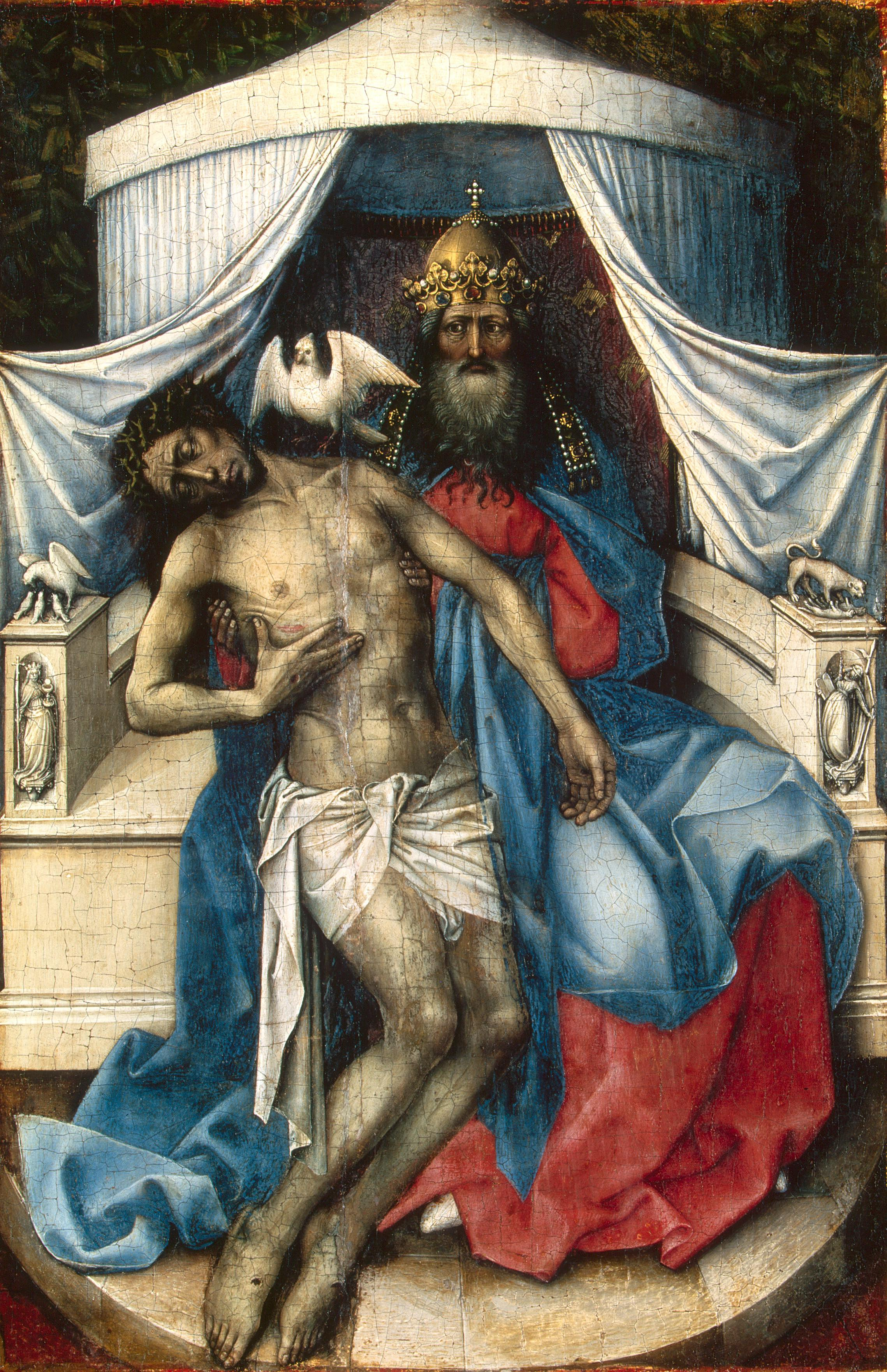
Panneau de La Trinité.

## Panneau gauche, La Trinité
Au centre apparaît solennel Dieu le Père assis sur un trône de marbre, avec des attributs papaux, soutenant le corps du Christ crucifié. Sur l'épaule de Jésus se pose une colombe blanche, symbole de l'Esprit Saint.
Sur le trône, une tenture blanche est symétriquement ouverte à la façon d'une courtine d'autel. Les figures et la composition sont de style gothique.

## Panneau droit, Vierge à l'Enfant devant la cheminée
La Vierge à l'Enfant apparaît dans un intérieur domestique accommodé, propre de la bourgeoisie flamande de l'époque, reflété avec détail. Elle se tient assise, devant une grande cheminée où brûle un feu. Elle porte une riche robe bleue et une cape rouge, soutenant l'Enfant sur ses genoux et un manteau d'hermine. Une serviette blanche est disposée sous l'enfant nu, et à droite, sur une petite table est posé un aquamanile en cuivre : ces objets destinés à se laver symbolisent la pureté de Marie, ainsi que la Communion et le Baptême, alors que la tablette triangulaire, très similaire à celle de La Vierge à l'écran d'osier, fait allusion à la Trinité. Le sol est carrelé et au fond de la pièce une fenêtre portant des volets en bois s'ouvre sur une maison.

## Provenance
L'œuvre n'est mentionnée qu'au XIXe siècle, lorsqu'elle se trouvait dans la collection de Dmitri Pavlovich Tatischev. Le catalogue de l'Ermitage de 1902, ainsi que le travail d'Et. K. Lipgart en 1911, établissent que le diptyque a été acheté par Tatischev en Espagne, où il était ambassadeur de 1815 à 1821.
Après la mort de Tatischev, sa collection, comprenant le diptyque de Campin, a été léguée au Musée de l'Ermitage. Les deux panneaux sont présentés séparés et encadrés de façon similaire dans la salle 261.